# Тюга
Тюга — озеро (ильмень) в Лиманском районе Астраханской области. Входит в водную систему западных подстепных ильменей в дельте Волги. Относится к Нижне-Волжскому бассейновому округу.
Площадь ильменя — 2,7 км².

## Физико-географическая характеристика
Ильмень расположен у восточной окраины села Зензели (90 км к юго-западу от Астрахани) в пределах ильменно-бугровой равнины, прилегающей с запада к Бахтемиру (рукав Волги). Берега водоёма заболочены.
Гидрологический режим — естественно-антропогенный. На северо-западе сообщается с ильменем Бараний. Вдоль южной границы ильменя построена дамба, предотвращающая отток воды из водоёма.